# Подосиновец
Подоси́новец — посёлок городского типа в Кировской области России. Административный центр Подосиновского района и Подосиновского городского поселения. Население — 3354 человек (2021). Расположен на реке Юг, в устье её правого притока Пушмы. Первое упоминание — в 1486 году как городок Осиновец .

## Название
Город-крепость, являвшийся предшественником Подосиновца и располагавшийся на левом берегу Юга, носил другое название Осиновец. Вероятней всего, это название дали из-за того, что укрепления городка были сделаны из осины. Осиновец впервые упоминается в Устюжской летописи за 1486 год. До 1497 года Осиновец значится как крупный укреплённый пункт на реке Юг. В середине первой половины XIX века все чаще стал упоминаться погост Подосиновец (на левом берегу реки Юг). Это название закрепилось за населённым пунктом и в дальнейшем только меняло статус пункта. Уже на правом берегу реки Юг было образовано село Подосиновец, которое с 1965 года стало посёлком городского типа. Сейчас название Подосиновец фигурирует на многих объектах поселковой инфраструктуры.
- Стелла с восточной стороны посёлка
- Стелла с западной стороны
- Стелла у Подосиновского парка

## География
Посёлок находится в северо-западной части Кировской области, в пределах возвышенности Северные Увалы, в подзоне средней тайги, на левом берегу реки Юг, при впадении её притоков Пушма, Икшинка. Через посёлок протекает речка Павшинка (Тарасовка), она впадает в реку Пушма.
Из крупных лесо-парковых участков в Подосиновце выделяются Льнозаводской бор на севере посёлка, Подосиновский Парк (Подосиновская сосновая Роща) и Устьянский бор. Преобладающие в тих местах деревья — сосны, ели. В парке и борах имеются места для отдыха. Разрешён сбор ягод и грибов.
- Речка Павшинка (Тарасовка)
- Река Пушма
- Льнозаводской бор
- Льнозаводской бор

### Климат
Климат характеризуется как умеренно континентальный, с продолжительной холодной многоснежной зимой и умеренно тёплым коротким летом. Средняя температура воздуха самого холодного месяца (января) составляет −13,6 °C; самого тёплого месяца (июля) — 17,2 °C. Годовое количество атмосферных осадков — 734 мм, из которых 365 мм выпадает в период мая по сентябрь. Снежный покров держится в течение 172 дней.

## История
Название погоста произошло от городка Осиновец, упоминаемого в Устюжском летописном своде за 1486 год. Подосиновская волость известна по документам судного дела крестьян за 1593—1598 годы.
Погост Подосиновец возник на левом берегу реки Юг предположительно в середине XVI века, впервые упоминается в Писцовых книгах Устюга Великого за 1626 год. В начале XIX века в связи с административными преобразованиями погост Подосиновец утратил статус волостного центра.
В 1815 году купец 1-й гильдии Яков Фёдорович Грибанов переносит складочные амбары с Серкинской пристани на реке Пушме на правый берег реки Юг между деревнями Захаровской и Стригино. В 1824 году рядом с пристанью строится белокаменная двухэтажная Подосиновская Богородице-Рождественская церковь взамен разрушившихся двух деревянных на старом погосте.
В июне 1918 года Вологодская губерния была разделена на две. Никольский уезд вошёл в состав Северо-Двинской губернии с центром в городе Великий Устюг.
В феврале 1924 года Подосиновская, Щеткинская, Утмановская, Плесовская волости были выделены из состава Никольского уезда и перешли в Великоустюжский уезд Северо-Двинской губернии.
10 июня 1924 года образован Подосиновский район с центром в селе Подосиновец.
Подосиновский район до декабря 1929 года входил в состав Северо-Двинской губернии. С декабря 1929 года по 27 сентября 1930 года — Северный округ. С 28 сентября 1930 года по декабрь 1936 года — Северный край. С января 1937 года по 24 октября 1937 года — Северная область. С 25 октября 1937 года по март 1941 года — Архангельская область.
В состав Кировской области РСФСР Подосиновский район был передан из Архангельской области в 1941 году.
1 февраля 1963 года на основании решения пленума ЦК КПСС «О развитии экономики СССР и перестройке партийного руководства народным хозяйством» от 19—23 ноября 1962 года объединён с Лальским районом, получив название Лузский сельский район, с центром в городе Лузе.
В 1965 году Лузский сельский район упразднён с передачей территории вновь созданным Подосиновскому и Лузскому районам.

## Население
| 1959  | 1970  | 1979  | 1989  | 2002  | 2009  | 2010  |
| ----- | ----- | ----- | ----- | ----- | ----- | ----- |
| 2482  | ↗2955 | ↗3562 | ↗4378 | ↘4235 | ↘4121 | ↘4029 |
| 2012  | 2013  | 2014  | 2015  | 2016  | 2017  | 2018  |
| ↘3941 | ↘3920 | ↘3866 | ↘3844 | ↘3782 | ↘3777 | ↘3752 |
| 2019  | 2020  | 2021  |       |       |       |       |
| ↘3678 | ↘3600 | ↘3354 |       |       |       |       |

## Известные люди
- Бюст Н. В. Отрокова

8 марта 1897 года в селе Стригино родился Бетехтин Анатолий Георгиевич — советский геолог и минералог, академик Академии наук СССР (1953), лауреат Ленинской премии. В честь учёного назван минерал бетехтинит, в Антарктиде названы горы в массиве Геологов Земли Мак-Робертсона (1965) и хребет в массиве Вольтат Земли Королевы Мод (1961)
- В 1905—1912 годах земским врачом в селе Подосиновец Никольского уезда Вологодской губернии работал социалист-революционер Альберт Менциковский.
- 15 марта 1939 года в селе родился экономист А. П. Огарков.
- 30 ноября 1909 года близ Подосиновца родился Герой Советского Союза Тестов Николай Степанович.
- 24 сентября 1918 года в Подосиновце были расстреляны и похоронены клирики Рождественско-Богородицкой церкви, впоследствии канонизированные священномученики Николай Подьяков и Виктор Усов.
- Филёв Аркадий Александрович (1915—1976) — русский советский писатель, редактор и педагог. Член Союза писателей СССР, родился в Подосиновском районе, похоронен по завещанию в Подосиновце. В 1988 году Подосиновской центральной библиотеке присвоено имя писателя. В 2005 году на доме № 47 по улице Набережной в посёлке Подосиновец, где писатель с семьёй жил с 1949 по 1952 годы, была открыта мемориальная доска.
- Отроков, Николай Васильевич (1858—1940) — Герой Труда, заведующий местной районной больницы (1909—1929).

## Спорт
В Подосиновце действует спортивная ДЮСШ, Лыжная база «Рамешки», а также в Подосиновском парке есть баскетбольная, футбольная и волейбольная площадки. Зимой открывается для свободного посещения каток.
- Подосиновская ДЮСШ
- Футбольная площадка в Подосиновском парке
- Лыжная база "Рамешки"

## Инфраструктура
Через 2 реки (Юг и Пушма), в пределах которых расположен посёлок, проходят два моста, каждый из которых связывает Ровдинскую и Яхреньгскую стороны с населённым пунктом.
Мост через Пушму находится на автомобильной дороге Подосиновец — Ровдино — Страшково. Мост введён в эксплуатацию в 2000 году. В 2015 году мост был закрыт в связи с аварийным состоянием. Движение по мосту осуществлялось по одному транспорту на мост. Сейчас, после капитального ремонта, мост эксплуатируется в полном режиме.
Главным, связывающим Подосиновец с Вологодской областью, является мост через Юг. Через него проходят автомобильные дороги: Подосиновец — Кичменгский Городок, Подосиновец — Великий Устюг. Современный мост был построен и введён в эксплуатацию в 2008 году. До 2008 года на месте моста действовала понтонная переправа, которая закрывалась в зимний период и на время паводка весной. Для проведения ремонта, осуществления реверсивного движения и снижения нагрузки на сооружение, с 2020 года на мосту введено двухсигнальное светофорное регулирование.
- Мост через Пушму, вид на левый берег реки
- Вид с левого берега Пушмы
- Конструкция моста снизу
- Мост через р.Юг
- Вид с моста на левый берег реки

В центральной части посёлка расположена Подосиновская районная больница им. Н. В. Отрокова. Разместилась больница на территории больничного городка, который раньше насчитывал до 8 построек (больница, стационар, стоматология, роддом и т. д.). Сейчас большая часть построек снесена, и единственным рабочим зданием остаётся ЦРБ. Весь больничный городок находится на участке, засаженном в прошлом соснами и елями. Дом-музей Н. В. Отрокова находится на ул. Советской рядом с Подосиновским краеведческим музеем. Здесь же установлен его бюст.
- Здание Подосиновской ЦРБ
- Дом-музей Н. В. Отрокова
- Бывшее здание терапевтического стационара

Средняя общеобразовательная школа находится на улице Боровая. Точную дату образования школы установить невозможно. Под наименованием «Подосиновская средняя школа» учреждение существует с 1940 года. Современное здание школы запущено в эксплуатацию 11 сентября 1981 года. Здание школы является одним из крупнейших зданий посёлка. Школа включает в себя: спортивный зал, столовую, актовый зал, учебные помещения. Территория школы включает: школьный сад, спортивную площадку и котельную. Помимо главного здания школы, в Подосиновце на ул. Школьная находится задние начальной школы.
- Средняя школа
- Здание средней школы (вид сзади)
- Подосиновская начальная школа

Здание администрации Подосиновского муниципального района и Подосиновской городского поселения находится на ул. Советская.
Районный дом культуры (РДК) находится на ул. Советская, напротив здания администрации. В центре посёлка размещается Парк (Подосиновская сосновая роща).
На высоком берегу реки Юг рядом с Парком стоит Подосиновская Богородице-Рождественская церковь. Храм расположен на расстоянии примерно 450 метров от правого берега реки Юг и в 200 метров от правого берега реки Пушма. Первый деревянный храм в Подосиновской волости был построен в 1626 году.
Ныне существующая Подосиновская Богородице-Рождественская церковь или Церковь Рождества Пресвятой Богородицы была построена в 1824 году по инициативе прихожан. Другие здания, принадлежащие церкви: три деревянных дома, один служит помещением для просфорни — одноэтажный, один, новый, сдаётся и один ветхий. Ещё в 20-е годы XX века храм имел колокольню, которая позже была разрушена. В советские годы храм использовался для размещения сельскохозяйственной техники. В конце XX века началась полная реставрация Подосиновской церкви. В 2022 году к церкви была вновь пристроена колокольня.

## Транспорт

### Общественный транспорт
Общественный транспорт Подосиновца составляют рейсовые автобусы местного (пригородного) назначения, которые формируют 9 действующих маршрутов из центра в отдалённые точки Подосиновского района, а также такси.
Все рейсовые автобусы Подосиновского АТП составляют машины серии «ПАЗ». По состоянию на 2023 год автомобильный парк состоит из 9 автобусов.
Главными точками отправления являются: автостанция Подосиновец и автоколонна. Маршруты рейсового автобуса: Подосиновец — Демьяново, Подосиновец — Пинюг, Подосиновец — Лунданка, Подосиновец — Ровдино, Подосиновец — Борок, Подосиновец — Заречье, Подосиновец — Шолга, Подосиновец — Большероманово. Курсируют автобусы преимущественно в будние дни.
С 2024 года стоимость проезда на общественном транспорте внутри населённого пункта составляет 40 рублей, для пригородных маршрутов — 5,8 рублей на километр.

### Автомобильный транспорт и дорожная сеть
Для обеспечения безопасности дорожного движения и сохранности асфальтированных дорог внутри посёлка, движение грузовых транспортных средств осуществляется по объездной дороге — грунтовому участку пути длинной 4 км. Основные транспортные артерии (Киров — В. Устюг — Котлас, Киров — Луза, Киров — Кичменгский Городок — Вологда) проходят через центр Подосиновца. Общее количество улиц и переулков — 66. Общая протяжённость дорог с твёрдым покрытием — 7 км.
- Подосиновский автобус
- Автостанция Подосиновец
- Подосиновская автоколонна
- Подосиновская объездная дорога